# Ivaň na Hané
Ivaň (deutsch Eiwan) ist eine Gemeinde mit 472 Einwohnern in Tschechien.

## Geographie
Ivaň liegt in 208 m ü. M. am Graben Vicklyčka drei Kilometer westlich der Stadt Tovačov. Das Dorf befindet sich in der mährischen Ebene Hanna zwischen den Flüssen Blata und Valová.

## Geschichte
Das Dorf wurde 1359 erstmals als Ewany erwähnt. Im weiteren Verlauf seiner Geschichte gehörte der Ort Olmützer Patriziern und ab 1371 dem Adelsgeschlecht von Cimburk. Es war Teil der Herrschaft Tovačov und fiel im 16. Jahrhundert an die Pernsteiner.